# Măgurele, Tulcea
Măgurele (anterior Aigar-Amet) este un sat în comuna Topolog din județul Tulcea, Dobrogea, România.